# Stichophthalma tytleri
Stichophthalma tytleri är en fjärilsart som beskrevs av Rothschild 1918. Stichophthalma tytleri ingår i släktet Stichophthalma och familjen praktfjärilar. Inga underarter finns listade i Catalogue of Life.